# Glödis

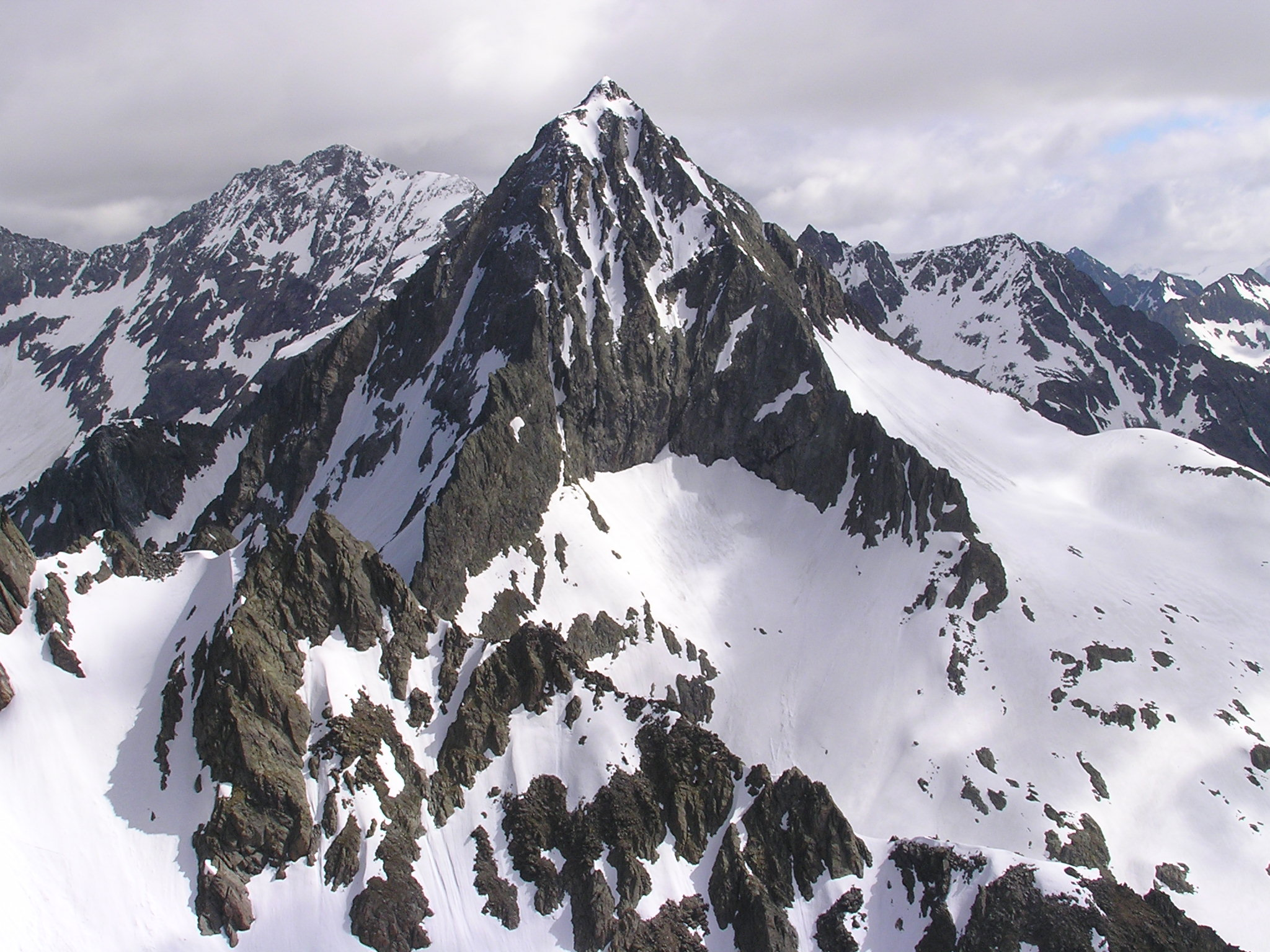
Glödis von Südwesten, vom Debantgrat aus gesehen

Der Glödis ist ein 3206 m ü. A. hoher Berg in der Schobergruppe in Osttirol und gilt als ihr formschönster Gipfel. Er wird deshalb auch „Matterhorn der Schobergruppe“ genannt. Sowohl vom Debanttal als auch vom Kalser Lesachtal bietet er einen beeindruckenden Anblick.

## Name
Franc Miklošič leitete den Namen vom slawischen Wort gledna „schauen“ her.
Laut Heinz Pohl gibt es zwei mögliche Herleitungen des Namens, entweder von frühslowenisch glodišće „Ort, der vom Wasser zernagt ist“, zu slowenisch glodati „nagen“, doch ist diese Herleitung lautlich schwierig. 
Von der Wortbildung und lautlich ist die Ableitung von glodež mit ähnlicher Bedeutung wahrscheinlicher.
Im Debanttal wurde der Berg lange „Großer Gößnitzkopf“ genannt. Daneben findet man auch noch die Bezeichnungen „Klöders“ und „Granatkogel“.

## Routen
Der beste Anstiegsmöglichkeit ist von der Lienzer Hütte (1977 m ü. A.) über den Franz-Keil-Weg, dann in Richtung des Kalser Törls und schließlich über den Südostgrat. Im Herbst 2006 wurde am Südostgrat ein Klettersteig installiert, der moderate Schwierigkeiten aufweist (B). Weitere bekanntere Routen sind:
- Südwestgrat vom Kalser Törl (II–III, eine Stelle III+), beliebt, häufiger begangen[6]
- Nordostgrat vom Glödistörl (III-), grobblockig
- Westgrat (IV–V), schwierigster Grat des Glödis
- Südgrat (III+), fester Fels, selten begangen